# David Helísek
David Helísek (* 4. září 1982) je český fotbalový záložník, momentálně hrající za moravský celek FK Hodonín.

## Kariéra
S fotbalem začínal v Sokolu Radějov, odkud se přes Jiskru Strážnice dostal do mládežnických výběrů Baníku Ostrava. Později zamířil do Bystřice pod Hostýnem, kde si zahrál Moravskoslezskou fotbalovou ligu. V roce 2004 si jej vytáhly do 2. ligy Kunovice, za které odehrál 2 sezony. Po krachu klubu v roce 2006 odešel do Řecka hrát třetí ligu za Lamia F.C., ovšem už o rok později se stěhoval do Mutěnic hrající MSFL. Zde stihl odehrát 2 sezony a znovu zamířil do zahraničí, tentokrát na Slovensko. V roce 2009 zamířil do DAC Dunajská Streda, kde jej na jaře 2011 vedl jako trenér Roman Pivarník. V Dunajské Stredě patřil k oporám týmu. V zimě 2012 si jej Pivarník vybral na testy do Vysočiny Jihlava, kam nakonec přestoupil.
Před sezonou 2012/13 odešel hostovat do 1. SC Znojmo, kam v zimě 2013 přestoupil. 17. srpna 2013 vstřelil gól v utkání s domácím Jabloncem, zápas skončil divokou remízou 5:5.

## Úspěchy
- FC Vysočina Jihlava
  - postup do Gambrinus ligy (2011/12)
- 1. SC Znojmo
  - postup do Gambrinus ligy (2012/13)